# جامع خانقا كفري
جامع خانقا كفري وهو من مساجد العراق الأثرية والتراثية، ولقد شيد في زمن الشيخ عمر بياره (نظام الدين) في عام 1307هـ/1889م، ويعد ثاني جامع في منطقة (كفري) من حيث القدم، حيث كان في السابق يحوي مدرسة دينية أزيلت بالكامل، ويقع في محافظة السليمانية في قضاء كفري بمحلة نوروز، وجرى تجديدهُ من قبل وزارة الأوقاف والشؤون الدينية عام 1431هـ/2010م، ويحتوي على مصلى كبير يتسع لأكثر من ألف مصل، وتتوسط الحرم قبة وتقوم على أعمدة أربعة، وتعلوه منارتين ذاتا حوض إسطواني واحد، كما يحتوي على قطعة حجرية من الرخام كتبت عليها آيات من القرآن، وهي في موضوعة واجهة الجامع.
وتقام في المسجد حالياً صلاة الجمعة وصلاة العيدين والصلوات الخمس المكتوبة.